# John Burnet (Philologe)
John Burnet (* 9. Dezember 1863; † 26. Mai 1928) war ein schottischer klassischer Philologe. Er lehrte von 1892 bis 1926 als Professor für Gräzistik an der Universität St Andrews. Bedeutend sind bis heute seine philologischen Arbeiten sowie seine Edition des griechischen Philosophen Platon.

## Leben
Burnet wurde an der Royal High School, Edinburgh, der Universität von Edinburgh und dem Balliol College, Oxford, ausgebildet und erhielt 1887 seinen Magisterabschluss. Im Jahr 1887 wurde Burnet Assistent von Lewis Campbell an der Universität von St. Andrews. Von 1890 bis 1915 war er Fellow am Merton College, Oxford; er war Professor für Latein in Edinburgh; von 1892 bis 1926 war er Professor für Griechisch an der Universität von St. Andrews. 1909 wurde Burnet der Lehrstuhl für Griechisch an der Harvard-Universität angeboten, den er aber nicht annahm. Im Jahr 1916 wurde er Fellow der British Academy und 1919 assoziiertes Mitglied der Académie royale des Sciences, des Lettres et des Beaux-Arts de Belgique.
1894 heiratete er Mary Farmer, die Tochter von John Farmer, der das Vorwort für eine Sammlung von Essays und Reden Burnets schrieb, die erst nach seinem Tod veröffentlicht wurden.

## Werk
Burnet ist vor allem für seine Arbeiten über Platon bekannt. Sein Interesse an der Philosophie und besonders an Platon scheint bereits während seines Wirkens als Assistent von Lewis Campbell in St. Andrews begonnen zu haben. Burnet war dafür bekannt, neuartige Ansichten über Platon und Sokrates zu verteidigen, insbesondere die Ansicht, dass die Darstellung von Sokrates in allen Dialogen Platons historisch korrekt sei, und dass die philosophischen Ansichten, die Platon selbst eigen sind, erst in den späten Dialogen zu finden seien. Er vertrat die Ansicht, dass Sokrates eng mit der frühen griechischen philosophischen Schule verbunden war, die wir heute als die Vor-Sokratiker bezeichnen, und glaubte, dass Sokrates in seiner Jugend ein Schüler des Archelaus gewesen sei, der wiederum in der Tradition des Anaxagoras stand.
Burnets philologisches Werk über Platon ist immer noch weit verbreitet, und seine Ausgaben gelten seit 100 Jahren als maßgebend, wie etwa die fünfbändige kritische Ausgabe der Oxford Classical Texts über Platon und die „Plato Works and Spuria“ (1900–1907). Auch seine Kommentare zu Platons Euthyphro, der Apologie und Kriton sowie über den Phaedo sind bei den Wissenschaftlern nach wie vor weit verbreitet und respektiert. Myles Burnyeat bezeichnet zum Beispiel die Edition von „Plato: Euthyphro, Apology of Socrates, Crito“ als „die noch immer unübertroffene Ausgabe“. S.R. Slings, Herausgeber der neuen Ausgabe der Oxford Classical Texts von Platons „Politeia“ aus dem Jahr 2003, beschrieb Burnet als „einen hervorragenden Herausgeber mit einem Gefühl für das platonische Griechisch, das wahrscheinlich nie übertroffen werden wird“.